# Tan Kah Kee (stacja metra)
Tan Kah Kee – podziemna stacja Mass Rapid Transit (MRT) w Singapurze, która jest częścią Downtown Line. Została otwarta 27 grudnia 2015. Stacja znajduje się w Bukit Timah, pod kampusem Hwa Chong Institution.